# Władysław Juszkiewicz (literat)
Władysław Ryszard Juszkiewicz (ur. 6 kwietnia 1895 w Szawlach, zm. 1940 w Katyniu) – porucznik administracji Wojska Polskiego, urzędnik, pisarz i tłumacz, ofiara zbrodni katyńskiej.

## Życiorys
Syn Wiktora i Justyny z Miniatków. W 1912 roku ukończył gimnazjum w Szawlach, a następnie studiował na politechnice w Petersburgu.
Brał udział w I wojnie światowej jako żołnierz Armii gen. Hallera we Francji. W 1920 był szefem oddziału kurierów w Ministerstwie Spraw Wojskowych. 3 maja 1922 roku został zweryfikowany w stopniu porucznika ze starszeństwem z dniem 1 czerwca 1919 roku i 2531. lokatą w korpusie oficerów piechoty. Jego oddziałem macierzystym był wówczas 48 pułk piechoty Strzelców Kresowych. Później został przeniesiony do korpusu oficerów administracji, grupa kancelaryjna. Do jesieni 1930 roku pełnił służbę w Szkole Zbrojmistrzów w Warszawie. 20 września 1930 roku został zwolniony z zajmowanego stanowiska, pozostawiony bez przynależności służbowej z równoczesnym oddaniem do dyspozycji dowódcy Okręgu Korpusu Nr I. W listopadzie 1930 roku przeszedł w stan spoczynku. W 1934 roku pozostawał w ewidencji Powiatowej Komendy Uzupełnień Siedlce.
Oddał się wtedy pracy literackiej. Pisał książeczki dla dzieci i młodzieży dla Wydawnictwa Michała Arcta w Warszawie. Autor wydanego w 1932 roku pierwszego polskiego przekładu Pollyanny Eleanor H. Porter oraz Łodzią podwodną naokoło świata  Arnoulda Galopina.
Żonaty z Marią Juszkiewiczową (ur. 1894), także pisarką, z którą miał córkę Irenę.
W czasie kampanii wrześniowej 1939 roku dostał się do niewoli radzieckiej. Przebywał w obozie w Kozielsku. Wiosną 1940 roku został zamordowany przez funkcjonariuszy NKWD w Katyniu i tam pogrzebany. Od 28 lipca 2000 roku spoczywa na Polskim Cmentarzu Wojennym w Katyniu.
5 października 2007 roku Minister Obrony Narodowej Aleksander Szczygło mianował go pośmiertnie do stopnia kapitana. Awans został ogłoszony 9 listopada 2007 roku, w Warszawie, w trakcie uroczystości „Katyń Pamiętamy – Uczcijmy Pamięć Bohaterów”.

## Ordery i odznaczenia
Porucznik Władysław Ryszard Juszkiewicz posiadał następujące odznaczenia:
- Krzyż Walecznych,
- Krzyż Oficerski Orderu Korony Włoch,
- Medal Pamiątkowy Wielkiej Wojny (Médaille commémorative française de la grande guerre) – III Republika Francuska,
- Medal Międzysojuszniczy „Médaille Interalliée”[3].

## Twórczość
- Na łasce losu (1932),
- Żółty przyjaciel (1932),
- Lu (1935),